# Acharnes (gmina)
Acharnes (gr. Δήμος Αχαρνών, Dimos Acharnon) – gmina w Grecji, w administracji zdecentralizowanej Attyka, w regionie Attyka, w jednostce regionalnej Attyka Wschodnia. Siedzibą gminy jest Acharnes. W 2011 roku liczyła 106 943 mieszkańców. W skład gminy wchodzą miejscowości: Acharnes, Warimbombi, Parnis i Trakomakiedones. Powstała 1 stycznia 2011 roku w wyniku połączenia dotychczasowych gmin Acharnes i Trakomakiedones.